# Посёлок совхоза «Павловка»
Совхо́за «Па́вловка» — посёлок в Грибановском районе Воронежской области.
Входит в состав Посевкинского сельского поселения.

## Население
| 2010 |
| ---- |
| 341  |

## Улицы
| - ул. Лесная, - ул. Молодёжная, - ул. Садовая, | - ул. Строительная, - ул. Тихая, - ул. Центральная. |